# Bangolan
Le bangolan est une langue bantoïde des Grassfields parlée au Cameroun, dans la région du Nord-Ouest, le département du Ngo-Ketunjia, à Babessi, à l'est de Ndop, au sud de Jakiri, dans la plaine de Ndop.
Le bangolan est considéré comme une langue en danger de disparition.

## Écriture
| a | b | ch | d | e | ɛ | ə | f | g | gb | h | i | ɨ | j | k | kp | l | m | n | ŋ | o | ɔ | p | s | sh | t | ts | u | v | w | y | z | ’ |